# Anisopodus hiekei
Anisopodus hiekei es una especie de escarabajo longicornio del género Anisopodus, tribu Acanthocinini, subfamilia Lamiinae. Fue descrita científicamente por Martins en 1974.

## Descripción
Mide 9-13,33 milímetros de longitud.

## Distribución
Se distribuye por Costa Rica, Guatemala, Honduras, México, Nicaragua y Panamá.